# Dmitri Alexandrowitsch Gorbunow
Dmitri Alexandrowitsch Gorbunow (russisch Дмитрий Александрович Горбунов; * 16. September 1977 in Nowouralsk) ist ein russischer Dartspieler.

## Karriere
Dmitri Gorbunow begann 2015 mit dem Dartsport und gewann im Folgejahr die Ural Darts Liga. Anfang 2020 versuchte er erfolglos bei der PDC Qualifying School sich eine Tourkarte zu erspielen. Zudem nahm er an einigen Qualifikationsturnieren auf der European Darts Tour teil, konnte sich jedoch für kein Turnier qualifizieren. Im November 2020 wurde er Russischer Meister und konnte sich über das EuroAsian Darts Corporation Qualifier erstmals für die PDC World Darts Championship 2021 qualifizieren. Sein Erstrundenspiel hat er gegen Jason Lowe verloren.

## PDC-Weltmeisterschaft
- 2021: 1. Runde (1:3-Niederlage gegen  Jason Lowe)